# Russ Grimm
Russ Grimm (Scottdale, 2 de maio de 1959) é um ex-jogador profissional de futebol americano estadunidense que foi campeão da temporada de 1991 da National Football League jogando pelo Washington Redskins.